# 寺島淳司
寺島 淳司（てらしま じゅんじ、1973年（昭和48年）6月11日 - ）は、日本テレビの社員。元アナウンサー。

## 経歴・人物
埼玉県上尾市出身。血液型O型。身長177cm。
埼玉県立浦和高等学校、慶應義塾大学文学部（美学美術史学専攻）卒業後、1996年日本テレビ入社。
高校時代は硬式テニス部で主将を、大学時代は放送研究会で代表を務めた。放送研究会の3年先輩に滑川和男（NHKアナウンサー）、1年先輩に魚住りえ（元日本テレビアナウンサー）がいる。
大学時代、フジテレビの番組『週刊フジテレビ批評』にザッピング放送の視聴者モニターとして出演した事がある。
2021年7月にコンテンツ戦略局に異動となった。

## 担当番組
- NNNニュースプラス1：スポーツコーナー（2000年10月2日 - 2003年9月26日）
- ダウンタウンのガキの使いやあらへんで!!：1998年6月28日放送「菅プレゼンツ勝って勝って勝ちまくれ!嵐のオーバー・ザ・トップ!!」の企画のレポーターを担当
- 峰竜太のホンの昼メシ前
- 新ニッポン探検隊
- NNNきょうの出来事：フィールドキャスター（2003年9月29日 - 2006年9月29日）
- ヒットメーカー 阿久悠物語：劇中番組のアナウンサー役
- NNNニューススポット
- ラジかるッ×ポシュレ（ナレーター）
- PARTYしようよ（ナレーター）
- ズームイン!!サタデー（高橋雄一出張・休暇時の代理）
- イブニングプレス Donna（木曜日担当）
- あなたと日テレ
- NNNストレイトニュース：代理キャスター
  - 桝太一の代理キャスター（2009年3月2日・3日、2010年3月15日・16日）
  - 山下美穂子の代理キャスター（2009年5月10日・9月26日・10月10日・11月22日）
  - 矢島学の代理キャスター（2011年3月28日・4月1日・7月25日 - 29日・8月1日 - 5日・8日 - 12日、2012年3月26日・27日・8月13日 - 17日、2013年3月25日 - 27日・8月14日 - 16日・9月26日・27日、2014年8月13日・14日、2015年3月10日・11日・25日・4月7日・6月4日・5日・8月12日 - 14日、2016年3月28日 - 30日・11月2日 - 4日、2017年8月7日・8日・10月18日・11月3日、2018年1月12日）
  - 豊田順子の代理キャスター（2015年10月24日）
  - 藤田大介の代理キャスター（2018年10月11日）
- ZIP!中継キャスター（水～金曜日担当、2011.4.1～2011.8）
- デイリープラネット（日テレNEWS24・金曜担当サブキャスター）
- NEWS ZERO：右松健太が取材で不在時に限り担当[1]
- キユーピー3分クッキング（2012年7月から小熊美香と隔週で交互に、現在は川畑一志と隔週で木・金曜日にアシスタントを担当）
- ドクター・デスの遺産-BLACK FILE-（ニュースキャスター役、2020年11月13日）
- スポーツ中継（ボクシング、サッカー、プロレス、NFL、体操など）

※ 2014年のソチオリンピックで、NHKと日本民間放送連盟に加盟する各社で構成されるジャパンコンソーシアムのアナウンサーの一員として当局からただ1人派遣され、スノーボード女子パラレル大回転で竹内智香が銀メダル（五輪の女子スノーボード競技で日本選手としては初めてのメダル／当五輪で日本の女子選手としては初めてのメダル）を獲得した瞬間を、フリースタイルスキー女子ハーフパイプ（五輪新種目）で小野塚彩那が銅メダルを獲得した瞬間を、それぞれ実況した。
- 深層NEWS（BS日テレ・金曜担当ナレーション兼サブキャスター）
- 日テレNEWS24（不定期）

## 同期入社
- 舟津宜史
- 古市幸子
- 森富美